# 失范
失範（法語：Anomie，或譯無規範、迷亂）是社会学术语，指现代化过程中，因传统价值和传统社会规範遭到削弱、破坏、乃至瓦解，所导致的社会成员心理上失去價值指引、價值觀瓦解的无序状态。在失範社会，曾有的统一信仰遭到怀疑和抛弃，而个人又尚未确立自身的信仰体系，所以社会成员会感到失落，缺乏目的性和方向感。这种心理上的挫折感会产生一系列后果，比如犯罪和自杀，因而导致社会的不稳定。失範并不单指个人行为，也涉及群体行为。

## 字源
失範的法文是anomie，源自希腊语anomos的复数形式anomia。a指否定性的“无”， nomos的含义为“法”或“规定”（norm，law）。在中世纪神学中，失範指不守法而渎神。法国哲学家让-马利·居约最早在学术意义上定义并使用了“失範”这一概念。

## 词义演化
最先提出“失範”（法語：L'anomie）一詞的是法國19世紀哲學家讓·馬利·居约（法語：Jean-Marie Guyau），他認為：“失範是一种有创造力的新生事物，是对僵死的观念的一种挑战……anomie不是一种邪恶的东西，也不是当代社会中的一种疾病，anomie是一种非常好的性质。”“失範”在居约看来，是伦理进步的标志和道德价值的体现，是个人自治的必然后果，也是个人获得解放后个体自由伸张的标志。
同时期的法国社会学家涂爾幹，将居約的“失範”概念引入社会学中，从而使这个概念广为人知。在1893出版的《社会分工论》中，涂尔干认为“失範只是暂时的规则匮乏状态，社会习俗仍旧可以规定和协调新的社会器官和功能及其相互关系。”失範的可能原因有三种：一是严重削弱的集体意识，令人们看不到自身在社会中的位置和意义；二是强制的社会分工带来不平等，缺乏公正的分工丧失了合法性，令人们丧失信心；三是需求不足带来效率低下，社会的功能得不到满足，从而导致连锁反应，引起失範。涂爾幹在《自杀论》一書中进一步指出，失範是“能够限制个体欲望的特殊规範类型的缺席状态。”
在涂爾幹之后約半世紀，美国社会学家罗伯特·莫顿从功能主义角度对失範进行了深入而系统的研究，並將它發展為20世紀美國犯罪學三大理論之一的緊張理論。